# استیون هنکاک
استیون هنکاک (انگلیسی: Stephen Hancock؛ ‏ ۲۴ نوامبر ۱۹۲۵ – ۱ نوامبر ۲۰۱۵) بازیگر اهل بریتانیا بود.
از فیلم‌ها یا مجموعه‌های تلویزیونی که وی در آن‌ها نقش داشته‌است، می‌توان به ایست‌اندرز، ساز بادی پرطنین و پوآرو اشاره نمود.